# Chemical Society
Die Chemical Society war eine 1841 in London gegründete Gesellschaft von Chemikern aus Industrie und Wissenschaft sowie allgemein chemisch Interessierten. 1980 ging sie in der Royal Society of Chemistry auf.
Die Chemical Society wurde unter ihrem ursprünglichen Namen Chemical Society of London von 77 Wissenschaftlern, darunter Ärzte, Akademiker, Hersteller und Unternehmer, gegründet. Ihr erster Präsident war der Chemiker und Physikochemiker Thomas Graham. 1847 erhielten sie Royal Charter. Von 1861 bis 1863  war der deutsche Chemiker August Wilhelm von Hofmann ihr Präsident.
Bereits zuvor hatte es in London Versuche gegeben, eine chemische Gesellschaft zu gründen. So zum Beispiel in den 1780er Jahren einen Ableger der Lunar Society und eine Gründung in 1824, die aber nicht lange überdauerten.
1980 ging die Chemical Society zusammen mit der Faraday Society, dem Royal Institute of Chemistry und der Society for Analytical Chemistry in der Royal Society of Chemistry auf.
Sie gab Bücher und Zeitschriften heraus, darunter von 1849 bis 1965 das Journal of the Chemical Society (damals Quarterly Journal of the Chemical Society) und von 1841 bis 1964 die als Memoirs of the Chemical Society gegründeten, teilweise als Supplement zum Journal bestehenden Proceedings of the Chemical Society. Die Quarterly Reviews der Chemical Society erschienen von 1947 bis 1971 und danach als Chemical Society Reviews zweimal wöchentlich.
Neben der Mitgliedschaft, die allen chemisch Interessierten offenstand, gab es einen Fellow-Status.